# Pallidepidosis pilosa
Pallidepidosis pilosa är en tvåvingeart som beskrevs av Boris Mamaev och Zaitzev 1996. Pallidepidosis pilosa ingår i släktet Pallidepidosis och familjen gallmyggor. Inga underarter finns listade i Catalogue of Life.